# ديريك ويلكينسون
ديريك ويلكينسون (بالإنجليزية: Derek Wilkinson)‏ هو لاعب كرة قدم بريطاني في مركز الهجوم، ولد في 4 يونيو 1935 في المملكة المتحدة، وتوفي في 13 سبتمبر 2017. لعب مع شيفيلد وينزداي.

## وصلات خارجية
- ديريك ويلكينسون على موقع قاعدة بيانات كرة القدم.إي يو (الإنجليزية)